# Cho Jae-jin
Cho Jae-Jin (Paju, Corea del Sud, 9 de juliol de 1981) és un exfutbolista sud-coreà. Va disputar 38 partits amb la selecció de Corea del Sud.